# Gesiba
Die GESIBA Gemeinnützige Siedlungs- und Bauaktiengesellschaft ist eine Firma, die in die Wien Holding eingegliedert ist und sich zu 99,97 % im Eigentum der Stadt Wien befindet. Sie befasst sich mit der Planung, Bauüberwachung, Vergabe und Verwaltung von Siedlungshäusern und Wohnhausanlagen, Bautätigkeit wird jedoch selbst nicht ausgeübt. Die Objekte bleiben teilweise im Besitz der Aktiengesellschaft, werden aber auch in Wohnungseigentum abgegeben. Mit rund 350 Mitarbeitern werden etwa 107 Millionen Euro umgesetzt und über 20.000 Wohnungen verwaltet (Stand: 2010).
Die Gesiba errichtete unter anderem die Per-Albin-Hansson-Siedlung, den Wohnpark Alt-Erlaa und war beim Gasometer-Projekt beteiligt.

## Geschichte
Die Gesiba wurde im August/September 1921 von der Republik Österreich, der Stadt Wien und dem Verband für Siedlungs- und Kleingartenwesen, die je mit einem Drittel beteiligt waren, als Gemeinwirtschaftliche Siedlungs- und Baustoffanstalt gegründet. Der Hauptzweck der Anstalt war den Genossenschaften und Siedlervereinen billiges Baumaterial zur Verfügung zu stellen sowie bei der Lösung von Finanzierungsfragen unterstützend mitzuwirken. Als wenige Jahre später die Stadt Wien ein großzügiges Wohnbauprogramm startete, ergänzte die Gesiba dieses durch den Bau von fünftausend Einfamilienhäusern (Am Laaerberg, Heuberg und Spiegelgrund). 1993 wurde die Rechtsform von einer Gesellschaft mit beschränkter Haftung in eine Aktiengesellschaft geändert.

## Commerzialbank Mattersburg-Skandal
In die Schlagzeilen geriet die Gesiba im Jahr 2020 im Zusammenhang mit dem Commerzialbank Mattersburg AG-Skandal. Das kleine Geldinstitut im Burgenland wurde nach dem Bekanntwerden umfangreicher Bilanzfälschungen zwangsgeschlossen. Zu den Geschädigten zählte unter anderem auch die Gesiba, die Ende 2018 33,9 Millionen Euro bei der Commerzialbank veranlagt hatte, was zum damaligen Zeitpunkt rund 49 % der Eigenmittel der Bank entsprachen. Nach der Liquitation der Bank verlor die Gesiba 17,2 Millionen Euro.